# Распределённые геоинформационные системы
Распределённые геоинформацио́нные систе́мы относится к системам ГИ, которые не имеют всех компонентов системы в одном физическом местоположении. Это может быть обработка, база данных, рендеринг или пользовательский интерфейс. Она представляет собой частный случай распределенных вычислений с примерами распределенных систем, включая веб-сайт ГИС и мобильные ГИС. Распределение ресурсов обеспечивает корпоративные и на базах производства модели для ГИС (включающие несколько баз данных, различные компьютеры, выполняющие пространственный анализ, и разнообразную экосистему клиентских устройств с часто пространственной поддержкой). Распределенная ГИС позволяет использовать модель общих услуг, включающие слияние данных (или мэшапы) на основе веб-сервисов Open Geospatial Consortium (OGC). Технология распределенной ГИС позволяет использовать современные картографические системы онлайн (такие как Google Maps и Bing Maps), службы определения местоположения (LBS), веб-ГИС (такие как ArcGIS Online) и многочисленные приложения с поддержкой карт. Другие приложения включают транспорт, логистику, коммунальные услуги, фермерские/сельскохозяйственные информационные системы, экологические информационные системы реального времени и анализ движения людей. С точки зрения данных, концепция была расширена, чтобы включить добровольную географическую информацию. Распределенная обработка позволяет повысить производительность пространственного анализа за счет использования таких методов, как параллельная обработка.

## Этимология
Термин Распределенная ГИС был введен Брюсом Гиттингсом в Эдинбургском университете. Он был ответственен за один из первых Интернет-основы распределенной ГИС. В 1994 году он разработал и внедрил Всемирный локатор землетрясений, который предоставлял карты недавних землетрясений независимому от местоположения пользователю, который использовал Картографическую систему Xerox PARC, управляемый интерфейс, основанным в Эдинбурге, который получал данные в режиме реального времени из Национального центра информации о землетрясениях (USGS) в Колорадо, США. Гиттингс впервые преподавал курс по этому предмету в 2005 году в рамках магистерской программы по ГИС в этом учебном заведении. Поскольку в то время в Википедии не было статьи о распределенной ГИС, он поставил перед своими студентами задачу создать ее в 2007 году в качестве классного упражнения.

## Типы

### ГИС Предприятия
ГИС Предприятия относится к географической информационной системе, которая объединяет географические данные между несколькими подразделениями и обслуживает всю организацию. Основная идея корпоративной ГИС заключается в том, чтобы решать задачи отдела коллективно, а не индивидуально. Когда организации начали использовать ГИС в 1960-х и 1970-х годах основное внимание уделялось индивидуальным проектам, в которых отдельные пользователи создавали и поддерживали наборы данных на своих настольных компьютерах. Благодаря широкому взаимодействию и потоку работы между подразделениями многие организации в последние годы перешли от независимых, автономных ГИС-систем к более интегрированным подходам, которые совместно используют ресурсы и приложения.
Некоторые из потенциальных преимуществ, которые может обеспечить корпоративная ГИС, включают значительное снижение избыточности данных в системе, повышение точности и целостности географической информации, а также более эффективное использование и обмен данными. Поскольку данные являются одной из наиболее значительных инвестиций в любую ГИС-программу, важен любой подход, который снижает затраты на приобретение при сохранении качества данных. Внедрение ГИС предприятия может также снизить общие затраты на обслуживание и поддержку ГИС, обеспечивая более эффективное использование ресурсов ведомственной ГИС. Данные могут быть интегрированы и использованы в процессах принятия решений по всей организации.

### Корпоративная ГИС
Корпоративная Географическая информационная система, похожа на ГИС Предприятия и комплексно удовлетворяет потребности организации в пространственной информации в целом. Корпоративная ГИС состоит из четырех технологических элементов, которыми являются данные, стандарты, информационные технологии и квалифицированный персонал. Это скоординированный подход, который отходит от фрагментированных настольных ГИС. Проектирование корпоративной ГИС включает в себя построение централизованной корпоративной база данных она призвана стать основным ресурсом для всей организации. Корпоративная база данных специально разработана для эффективного и действенного удовлетворения требований организации. Важным для корпоративной ГИС является эффективное управление корпоративной базой данных и установление таких стандартов, как OGC для картографирования и баз данных.
Преимущества включают в себя то, что все пользователи в организации имеют доступ к общим, полным, точным, высококачественным и актуальным данным. Все пользователи в организации также имеют доступ к общим технологиям и людям с опытом. Это повышает эффективность и результативность работы организации в целом. Успешно управляемая корпоративная база данных сокращает избыточный сбор и хранение информации по всей организации. Централизовав ресурсы и усилия, она снижает общую стоимость.

### Мобильные ГИС
Современные мобильные ГИС — это мощная геоцентрическая платформа интеграции бизнес-процессов, позволяющая создавать пространственные предприятия. Количество мобильных устройств в обращении превысило население мира (2013) с быстрым ускорением в iOS, Android и Windows 8 планшетами готовыми к работе. Планшеты быстро становятся популярными для использования в полевых условиях. Недорогие сертифицированные корпуса MIL-STD-810 превращают потребительские планшеты в полностью усиленные, но легкие устройства для использования в полевых условиях на 10 % от стоимости устаревших усиленных ноутбуков.
Хотя не все приложения мобильной ГИС ограничены устройством, но многие из них. Эти ограничения более применимы к небольшим устройствам, таким как сотовые телефоны и КПК. Такие устройства имеют маленькие экраны с плохим разрешением, ограниченную память и вычислительную мощность, плохую (или отсутствие) клавиатуру и короткое время автономной работы. Дополнительные ограничения можно найти в приложениях для планшетов на основе веб-клиентов: плохая интеграция веб-графического интерфейса и устройств, зависимость от онлайн и очень ограниченный автономный кэш веб-клиента.

### Геолокационные сервисы
Геолокационные сервисы (LBS) — это сервисы, которые распространяются по беспроводной сети и предоставляют информацию, относящуюся к текущему местоположению пользователя. Эти услуги включают в себя такие вещи, как «найти мой ближайший …», направления и различные системы мониторинга транспортных средств, такие как Система GM OnStar среди прочих. Сервисы, основанные на местоположении, обычно запускаются на мобильных телефонах и КПК и предназначены для использования широкой публикой в большей степени, чем мобильные ГИС-системы, ориентированные на коммерческие предприятия. Устройства могут быть обнаружены с помощью триангуляции с использованием сети мобильной связи и /или GPS.

### Веб-картографические сервисы
Веб-картографический сервис — это средство отображения и взаимодействия с картами в Интернете. Первым веб-картографическим сервисом был Xerox PARC Map Viewer построена в 1993 году и выведена из эксплуатации в 2000 году.
Существует 3 поколения веб-картографический сервис. Первое поколение существовало с 1993 года и состояло из простых графические карты которая имела функцию одного клика. Второе поколение существовало с 1996 года и используется до сих пор графические карты функция one click. Однако они также имели возможности масштабирования и панорамирования (хотя и медленные) и могли быть настроены с помощью URL API. Третье поколение существовало с 1998 года и было первым, кто включил скользкие карты. Они используют Технология AJAX, обеспечивающая бесшовное панорамирование и масштабирование. Они настраиваются с помощью URL API и может иметь расширенную функциональность, запрограммированную с использованием DOM.
Веб-картографические сервисы основаны на концепции графических карт при этом определяется область наложения изображения (например, GIF). Графическая карта может обрабатываться на стороне клиента или сервера. Поскольку функциональность встроена в веб-сервер, производительность хорошая. Графические карты могут быть динамическими. Когда карты изображений используются для географических целей, система координат должна быть преобразована в географическое начало координат, чтобы соответствовать географическому стандарту наличия начала координат в левом нижнем углу. Веб-карты используются для геолокационные сервисы.

### Локальный поиск
Локальный поиск — это недавний подход к поиску в Интернете, который включает географическую информацию в поисковые запросы, так что возвращаемые вами ссылки более релевантны тому, где вы находитесь. Она возникла из растущего осознания того, что многие пользователи поисковых систем используют ее для поиска бизнеса или услуги в данной местности. Локальный поиск стимулировал развитие веб-картографии, которая используется либо как инструмент для использования в географическом ограничении поиска (см. Карты поиска в реальном времени) или в качестве дополнительного ресурса, возвращаемого вместе со списками результатов поиска (см. Google Maps). Это также привело к увеличению числа малых предприятий, рекламирующих в Интернете.

### Мэшап
В распределенной ГИС термин мэшап относится к универсальному веб-сервису, который объединяет контент и функциональность из разных источников; мэшапы отражают разделение информации и представления. Мэшапы все чаще используются в коммерческих и государственных приложениях, а также в общественном достоянии. При использовании в ГИС она отражает концепцию соединения приложения с картографическим сервисом. Примером является объединение карт Google с Статистика преступности Чикаго для создания Карта статистики преступности Чикаго. Мэшапы быстры, обеспечивают соотношение цены и качества и снимают ответственность за данные с создателя.
Системы второго поколения предоставляют мэшапы в основном на основе параметров URL, в то время как системы третьего поколения (например, Google Maps) позволяют настраивать с помощью скрипта (например, JavaScript).

## Стратегии
Инициатива развитие в Европейском Союзе Инфраструктуры пространственной информации в Европейском обществе (INSPIRE) указывает на то, что этот вопрос приобретает все большую осведомленность в национальном масштабе и в масштабе ЕС. Это утверждает, что существует необходимость в создании «качественной геоинформационной информации», которая была бы полезна для лучшего понимания деятельности человека в экологических процессах. Таким образом, это амбициозный проект, целью которого является создание европейской базы пространственной информации.
Стратегия GI для Шотландии была введена в 2005 году для обеспечения устойчивого SDI в рамках плана реализации «Одна Шотландия — одна география». В этой документации отмечается, что она должна обеспечивать связь с «Пространствами, лицами и местами Шотландии». Хотя планы стратегии ГИ существуют уже некоторое время, на конференции AGI Scotland 2007 было выявлено, что недавний обзор бюджета Правительства Шотландии указано, что в течение следующего срока не будет выделено ресурсов для финансирования этой инициативы. Таким образом, бизнес-план должен быть представлен для того, чтобы очертить затраты и выгоды, связанные с принятием стратегии.

## Стандарты
Основные стандарты распределенной ГИС Открытый геопространственный консорциум. OGC — это некоммерческая международная группа, которая стремится включить ГИС в сеть и, в свою очередь, включить гео-сеть. Одной из основных проблем, связанных с распределенной ГИС, является совместимость данных, поскольку они могут поступать в разных форматах с использованием разных проекционных систем. Стандарты OGC направлены на обеспечение взаимодействия между данными и интеграцию существующих данных.

### OGC
С точки зрения интероперабельности использование стандартов связи в распределенной ГИС особенно важно. Общие стандарты для Геопространственных Данных были разработаны Открытым геопространственным консорциумом. Для обмена геопространственными данными через Интернет наиболее важными стандартами OGC являются Веб-картографический сервис (WMS) и Сервис веб-функций (WFS).
Использование OGC-совместимых шлюзов позволяет строить очень гибкие распределенные системы ГИС. В отличие от монолитных систем GI, OGC-совместимые системы естественно web-based и не имеют строгих определений Сервер и клиент. Например, если пользователь (клиент) обращается к серверу, который сам может выступать в качестве клиента для ряда других серверов для получения данных, запрошенных пользователем. Эта концепция позволяет извлекать данные из любого количества различных источников при условии использования согласованных стандартов данных. Эта концепция позволяет передавать данные с системами, не способными к функциональности ГИС. Ключевая функция Стандарта OGC это интеграция различных уже существующих систем и, таким образом, гео-включение Интернета. предоставление различных функциональных возможностей может использоваться одновременно для объединения данных из разных источников (мэшапов). Таким образом, различные сервисы на распределенных серверах могут быть объединены для «цепочки сервисов», чтобы добавить дополнительную ценность существующим сервисам. Благодаря широкому использованию стандартов OGC различными веб-сервисами становится возможным совместное использование распределенных данных нескольких организаций.
Ниже описаны некоторые важные языки, используемые в системах, совместимых с OGC. XML расшифровывается как eXtensible Markup Language и широко используется для отображения и интерпретации данных с компьютеров. Таким образом, разработка веб-системы GI требует нескольких полезных XML-кодировок, которые могут эффективно описывать двумерную графику, такую как карты SVG и в то же время хранить и передавать простые функции GML. Поскольку GML и SVG являются кодировками XML, очень просто преобразовать их с помощью преобразования языка стиля XML (XSLT). Это дает приложению средство визуализации GML и фактически является основным способом, которым оно было достигнуто среди существующих сегодня приложений. XML может внедрить инновационные веб-сервисы с точки зрения ГИС. Она позволяет легко переводить географическую информацию в графическом виде, и в этих терминах скалярная векторная графика (SVG) может производить высококачественные динамические результаты, используя данные, полученные из пространственных баз данных. В том же аспекте Google, один из пионеров веб-ГИС, разработал свой собственный язык, который также использует структуру XML. KML — это формат файла, используемый для отображения географических данных в браузере Земли, таком как Google Earth, Google Maps и Google Maps для мобильных браузеров «Определение Google KML».

### Глобальная система мобильной связи
Глобальная система мобильной связи (GSM) — это глобальный стандарт для мобильных телефонов по всему миру. Сети, использующие систему GSM, обеспечивают передачу голоса, данных и сообщений в текстовой и мультимедийной форме, а также предоставляют услуги web, telenet, ftp, электронной почты и т. д. по мобильной сети. Почти два миллиона человек сейчас используют GSM. Существует пять основных стандартов GSM: GSM 400, GSM 850, GSM 900, GSM-1800 (DCS) и GSM1900 (PCS). GSM 850 и GSM 1900 используются в Северной Америке, некоторых частях Латинской Америки и некоторых частях Африки. В Европе, Азии и Австралии используется стандарт GSM 900/1800.
GSM состоит из двух компонентов: мобильного радиотелефона и Модуль идентификации абонента. GSM — это сотовая сеть, которая представляет собой радиосеть, состоящую из нескольких ячеек. Для каждой ячейки передатчик (известный как базовая станция) передает и принимает сигналы. Управление базовой станцией осуществляется через контроллер базовой станции через Мобильный коммутационный центр.
Для усиления GSM есть Общая служба пакетной радиосвязи (GPRS), ориентированная на пакеты служба передачи данных и Универсальная мобильная телекоммуникационная система (UTMS), третье поколение (3G). Обе предоставляют аналогичные услуги 2G, но с большей пропускной способностью и скоростью.

### Протокол беспроводных приложений
Протокол беспроводных приложений (WAP) — это стандарт передачи данных интернет-контента и услуг. Это безопасная спецификация, которая позволяет пользователям мгновенно получать доступ к информации с помощью мобильных телефонов, пейджеров, двухсторонних радиостанций, смартфонов и коммуникаторов. WAP поддерживает HTML и XML, и Язык WML, и специально разработан для небольших экранов и навигации одной рукой без клавиатуры. WML масштабируется от двухстрочных текстовых дисплеев до графических экранов смартфонов. Она намного строже HTML и похожа на JavaScript.

## Геотегирование
Основная статья: Геотегирование
Геотегирование — это процесс добавления географической идентификации метаданных к ресурсам, таким как веб-сайты, RSS-каналы, изображения или видео. Метаданные обычно состоят из координат широты и долготы, но могут также включать высоту, направление удержания камеры, информацию о месте и так далее. Веб-сайт Flickr является одним из известных веб-сервисов, которые размещают фотографии и предоставляют функциональность для добавления информации о широте и долготе к изображению. Основная идея заключается в использовании метаданных, связанных с изображениями и коллекцией фотографий. Геотег — это просто правильно сформированный XML-тег, дающий географические координаты места. Координаты могут быть указаны в широте и долготе или в UTM-координаты.
Словарь RDFIG Geo из W3C является общей основой для рекомендаций. Он предоставляет официальные глобальные названия свойств широты, долготы и высоты. Они даны в системе координат, известной как «данные WGS84». Географические данные определяют эллипсоидальное приближение к поверхности Земли; WGS84 является наиболее часто используемым таким данным.

## Параллельная обработка
Параллельная обработка использует несколько CPU для выполнения различных разделов программы вместе. Дистанционное зондирование и геодезическое оборудование предоставляет огромные объемы пространственной информации, и способы управления, обработки или утилизации этих данных стали основными проблемами в области Географических информационных систем (ГИС). Для решения этих проблем было проведено много исследований в области параллельной обработки ГИС-информации. Это предполагает использование одного компьютера с несколькими процессорами или нескольких компьютеров, подключенных по сети, работающих над одной и той же задачей. Существует много различных типов распределенных вычислений, два из которых наиболее распространены кластеризация и обработка сетки.
Некоторые считают грид-вычисления станет «третьей волной информационных технологий» после Интернета и Web, и станет основой следующего поколения сервисов и приложений, которые будут способствовать дальнейшим исследованиям и разработкам в области ГИС и смежных областях. Грид-вычисления позволяют совместно использовать вычислительную мощность, что позволяет достичь высоких показателей в вычислительной технике, управлении и услугах. Grid computing (в отличие от обычного суперкомпьютера, который выполняет параллельные вычисления, связывая несколько процессоров по системной шине) использует сеть компьютеров для выполнения программы.
Проблема использования нескольких компьютеров заключается в трудности разделения задач между компьютерами без необходимости ссылаться на части кода, выполняемого на других процессорах. Закон Амдала выражает ускорение программы в результате распараллеливания. Он утверждает, что потенциальное ускорение программы определяется долей кода (P), которая может быть распараллелена: 1 / (1-P). Если код не может быть разбит на несколько процессоров, P = 0 и ускорение = 1 (без ускорения). Если можно разбить код так, чтобы он был идеально параллельным, то P = 1 и ускорение бесконечно, теоретически, хотя существуют практические пределы. Таким образом, существует верхняя граница полезности добавления большего количества параллельных исполнительных блоков. Закон Густафсона — Бариса это закон, тесно связанный с законом Амдала, но он не делает столько предположений и пытается смоделировать эти факторы в представлении производительности. Уравнение может быть смоделировано как S(P) = P − α * (P − 1), где P — количество процессоров, S — ускорение, а α — непараллеливаемая часть процесса.
Hadoop успешно используется в обработке ГИС.